# 周徳威

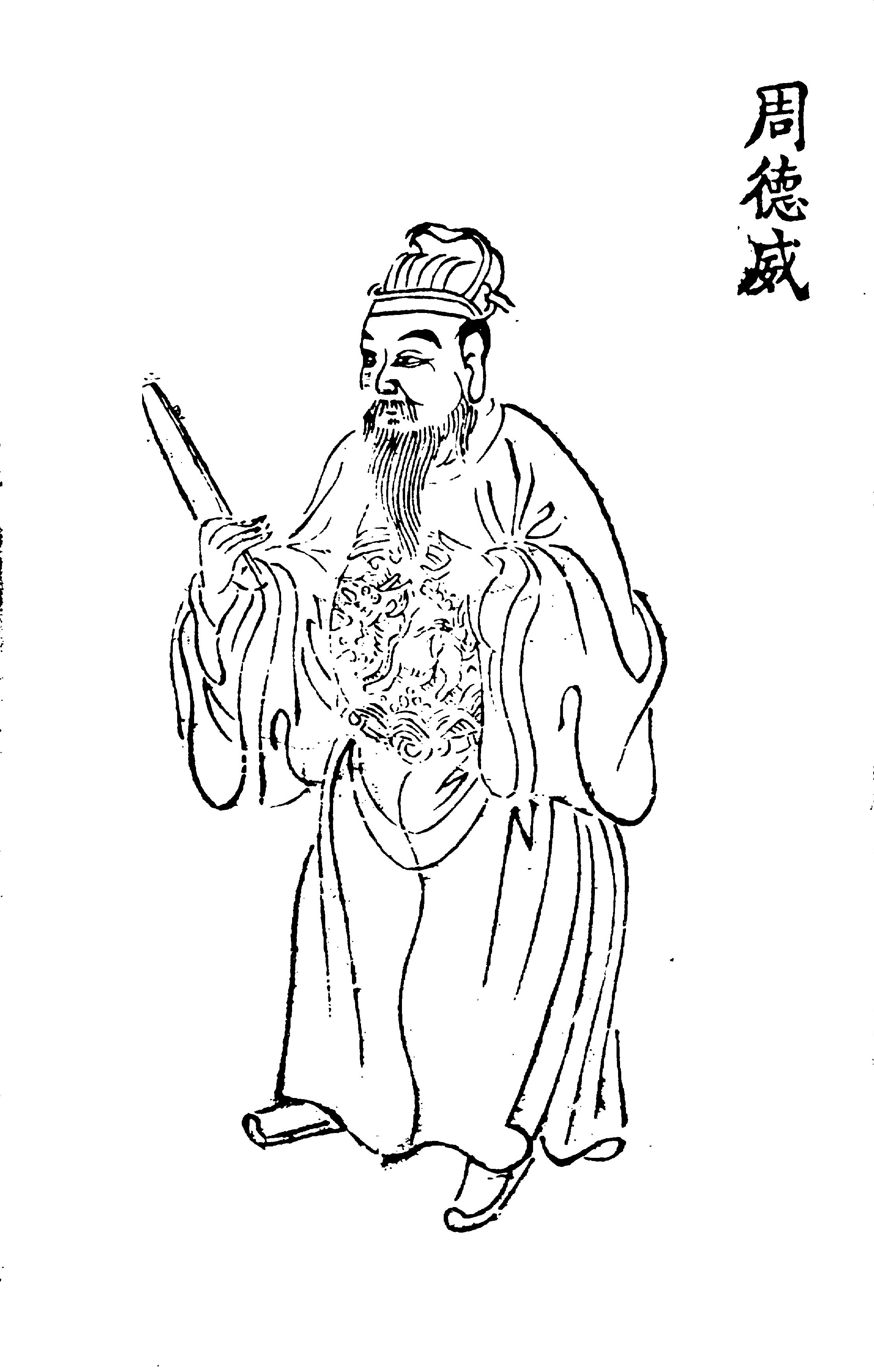
周徳威

周 徳威（しゅう とくい、? - 918年）は、五代後唐の将軍。字は鎮遠。小字は陽五。朔州馬邑県の人。

## 生涯
李克用のもとで騎将となり、その後衙内指揮使となった。さらに、振武軍節度使・同中書門下平章事に昇進した。910年、後梁が王鎔を攻めた際、増援として少数の兵で赴き、後梁を破った。その際に、「陳夜叉」の異名を誇る陳章を生け捕りにした。そののち桀燕の劉守光を攻めて、涿州・幽州を下した。その功により盧龍軍節度使となった。契丹による侵攻では幽州を二百日間防衛し、李嗣源の援軍まで持ち堪えた。李存勗に対しては、後梁への速戦を諫めたが、聞き入れられなかった。胡柳陂の戦いで周徳威は敵に包囲されその際、味方の潰走に巻き込まれ戦死した。

## 逸話
- 「単無敵」と名高い桀燕の単廷珪を一騎打ちで捕虜にした。
- その強さを恐れた朱全忠は「周徳威を捕えた者を刺史とする」という布告を出した。そのため配下の将の陳章は、周徳威を捕えようと白馬に赤い甲冑という目立つ格好で戦場へ出陣した。周徳威はこれを聞き、甲冑を脱ぎ兵士と同じ格好となり、陳章を馬から叩き落として捕虜にした。

## 子女
- 周光輔
- 周某
- 周光貞
- 周光遜
- 周光賛